# 숙박요식업박물관

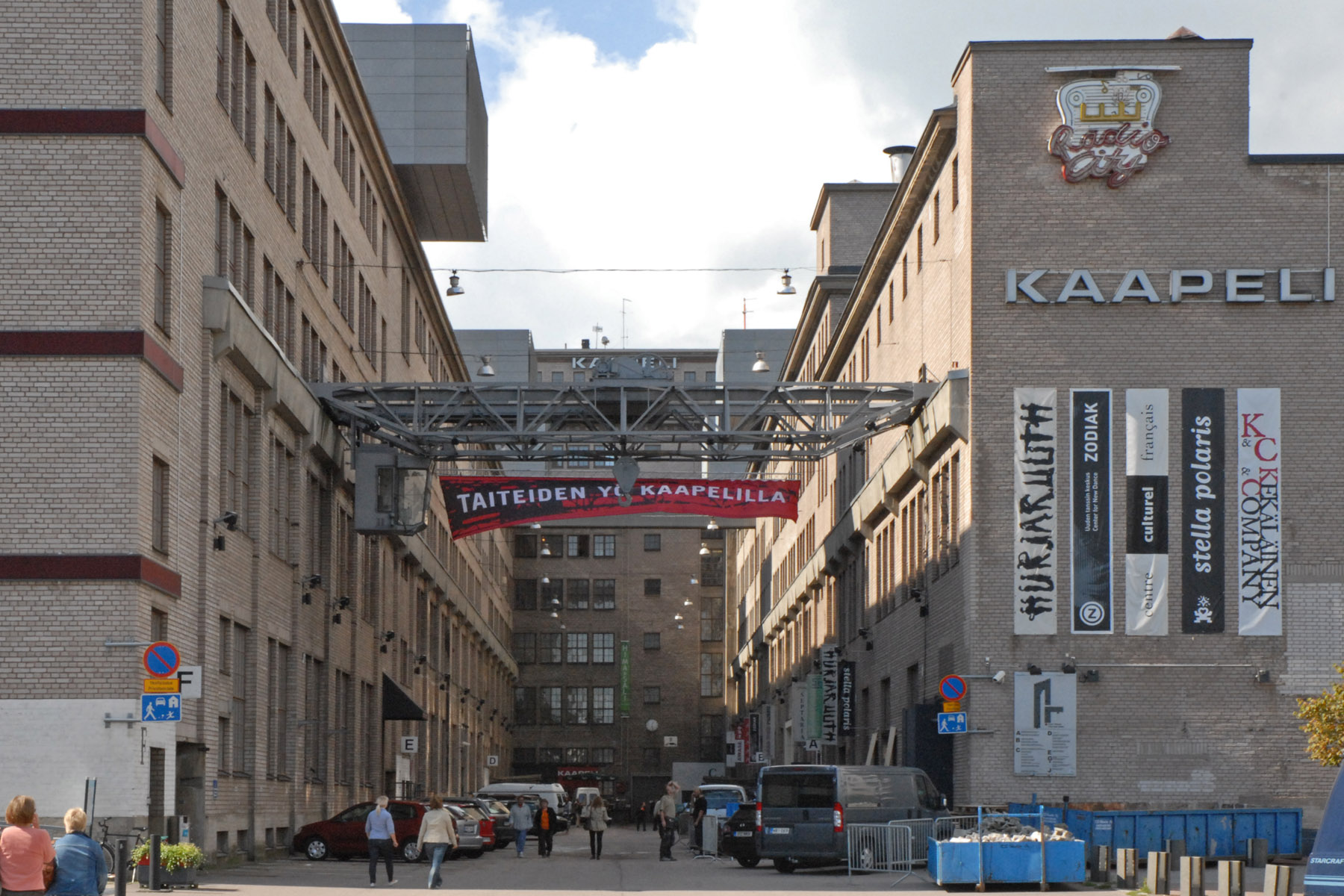

숙박요식업박물관(핀란드어: Hotelli- ja ravintolamuseo 호텔리 야 라빈톨라무세오[*])는 핀란드 헬싱키의 카펠리테흐다스 건물에 소재한 박물관이다. 숙박, 요식, 관광 관련 산업 및 핀란드의 음식료 문화에 관해 전시한다. 1971년 개장했고 현재와 같이 운영하기 시작한 것은 1993년이다.
1930년대의 알코 주류점, 1950년대의 호텔 객실과 부엌, 1970년대의 바 등의 내부 구조를 복원해 전시한다. 그 밖에 20,000 점 이상의 전시물을 소장하고 있으며, 38,000 종 이상의 사진·메뉴·문서 등의 사료를 보존하고 있다.